# Tillæg til Alterbogen
Tillæg til Alterbogen udkom som liturgisk bog samtidigt med ny Alterbog i 1993, men blev ikke autoriseret. Brug af materialet kan ske, hvis præsten indhenter tilladelse fra menighedsråd og biskop. Bogen indeholder primært tre ekstra rækker kollektbønner og alternative nadverindledninger, udgangslæsninger.

Indhold:
- Forord
- Bønner af Anna Sophie Seidelin
- Bønner af Johannes Johansen
- Bønner af Holger Lissner
- Andre nadverindledninger
- Udgangsløsninger
- Kollekter og læsninger til særlige gudstjenester i kirkeåret
- Læsninger til børnegudstjeneste på højmessens plads
- Andre gudstjenester

## Henvisning
Tillæg til Alterbrogen, Det konhgelige Vajsenshus' Forlag 1993 – ISBN 87-7524-074-2